# Mountain Brook (Alabama)
Mountain Brook é uma cidade localizada no estado americano do Alabama.

## Demografia
Em 2000, Mountain Brook possuía 20.604 habitantes, 7998 residências e 5974 famílias.

## Localidades na vizinhança

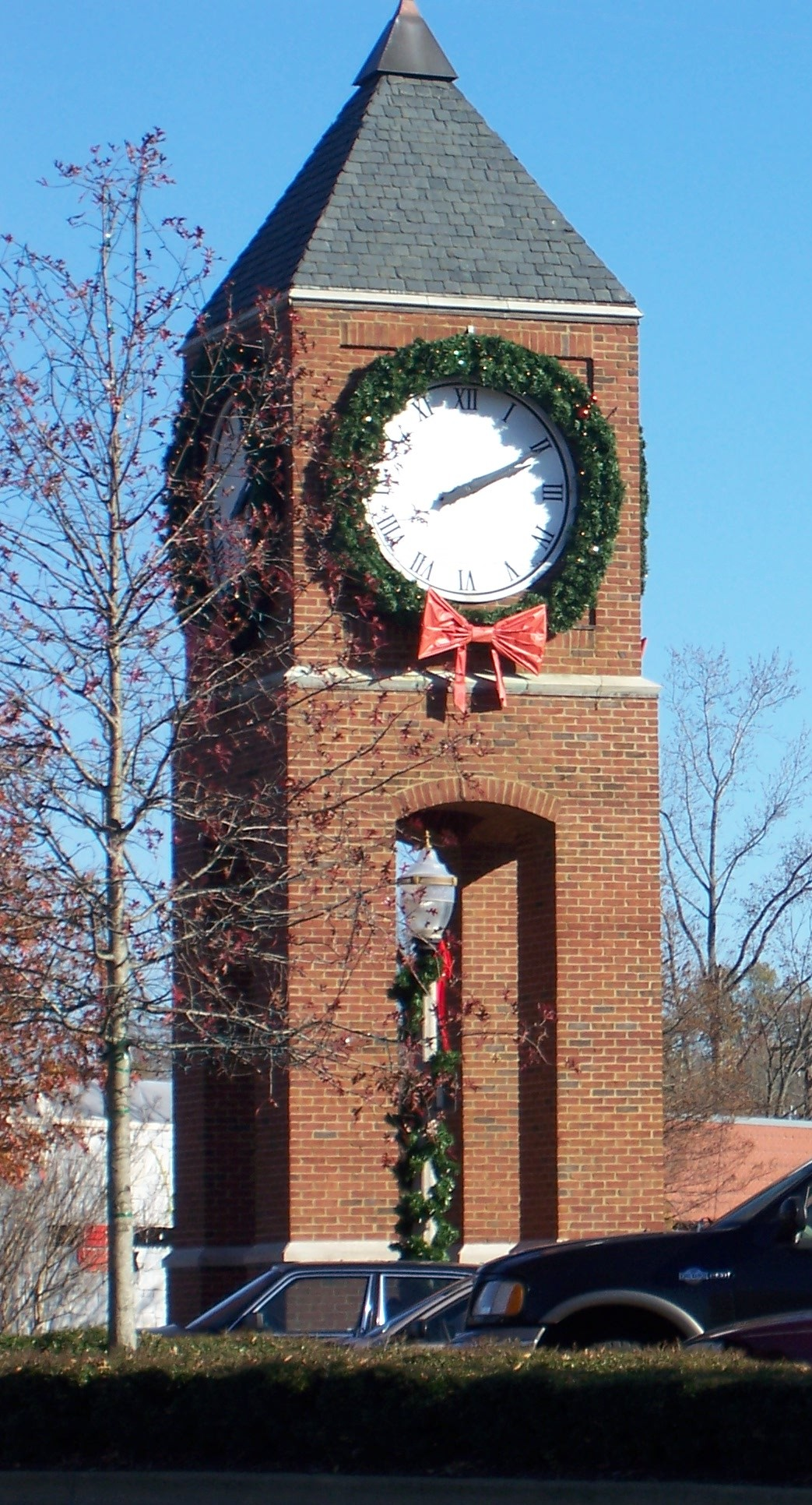